# 桐生市立相生中学校
桐生市立相生中学校（きりゅうしりつ あいおいちゅうがっこう）は、群馬県桐生市相生町五丁目にある公立中学校。

## 所在地
- 群馬県桐生市相生町五丁目247番地

## 学区
- 相生町1丁目の一部（飛地部分）[1]
- 相生町2丁目の一部
- 相生町3丁目～5丁目

## 学校周辺
- わたらせ渓谷線・東武桐生線：相老駅
- 桐生市立相生小学校
- 桐生市立天沼小学校
- 桐生グランドホテル
- 高木病院

## 出身者
- 松田直樹 - サッカー選手、2002年日韓ワールドカップ日本代表。
- 樋口陸 - 長距離走選手
- 蛭間拓哉 - 野球選手